# Impatiens punaensis
Impatiens punaensis är en balsaminväxtart som beskrevs av Wiriad. och Utami. Impatiens punaensis ingår i släktet balsaminer, och familjen balsaminväxter. Inga underarter finns listade i Catalogue of Life.